# Стрельба из лука на Панамериканских играх 2015
Стрельба из лука на Панамериканских играх 2015 года в Торонто прошли с 14 по 18 июля на стадионе Варсити в кампусе Торонтского университета. Медали разыгрывались в четырёх дисциплинах. В соревнованиях приняло участие 64 спортсмена (32 мужчины и 32 женщины).

## Медали

### Общий зачёт
(Жирным выделено самое большое количество медалей в своей категории; принимающая страна также выделена)
| Общее количество медалей |          |        |         |        |       |
| Место                    | Страна   | Золото | Серебро | Бронза | Всего |
| 1                        | Мексика  | 2      | 1       | 1      | 4     |
| 2                        | США      | 1      | 2       | 1      | 4     |
| 3                        | Колумбия | 1      | 1       | 0      | 2     |
| 4                        | Бразилия | 0      | 0       | 1      | 2     |
| 4                        | Канада   | 0      | 0       | 1      | 1     |
| Всего                    | Всего    | 4      | 4       | 4      | 12    |

### Медалисты

#### Мужчины
| Дисциплина                              | Золото                                                   | Серебро                                        | Бронза                                                    |
| Индивидуальное первенство см. подробнее | Луис Альварес Мексика                                    | Брейди Эллисон США                             | Джейсон Лайон Канада                                      |
| Командное первенство см. подробнее      | Мексика Луис Альварес Эрнесто Боардман Хуан Рене Серрано | США Зак Гарретт Коллин Климичек Брейди Эллисон | Бразилия Маркус Д’Алмейда Бернардо Оливейра Даниэл Шавьер |

#### Женщины
| Дисциплина                              | Золото                                                        | Серебро                                             | Бронза                                             |
| Индивидуальное первенство см. подробнее | Хатуна Лориг США                                              | Ана Рендон Колумбия                                 | Карла Инохоса Мексика                              |
| Командное первенство см. подробнее      | Колумбия Ана Рендон Наталья Санчес Маира Алехандра Сепульведа | Мексика Алехандра Валенсия Карла Инохоса Аида Роман | США Ариэль Джибиларо Хатуна Лориг Ла Нола Притчард |